# Tzavalás Karoúsos
Tzavalás Karoúsos (grec moderne : Τζαβαλάς Καρούσος ; 8 septembre 1904 - 3 janvier 1969) était un acteur et militant de gauche grec.

## Biographie
Il naît à Leucade en 1904, où il a terminé ses études secondaires. Il étudie ensuite à la faculté de droit de l'université d'Athènes et à l'école d'art dramatique du conservatoire national. Dès ses années d'études à Leucade, il est membre du SEKE (parti socialiste ouvrier de Grèce) et, plus tard à Athènes, du KKE. Durant l'Occupation, il rejoint l'EAM et développe des activités de résistance. En 1948, il est exilé à Makrónisos, puis à Ái-Strátis. En 1967, lors du coup d'État des colonels, il est arrêté et envoyé en exil à Gyáros où il sera torturé. Il est libéré trois mois plus tard, gravement malade, et s'installe à Paris où il milite contre la dictature.
Il meurt à 64 ans, le 3 décembre 1969, et est enterré à Paris. Quelques années plus tard, ses ossements furent transférés à Leucade, où ils se trouvent encore aujourd'hui. Il a une fille, Despo, qui est écrivaine.

### Théâtre et cinéma
Il se produit pour la première fois au théâtre avec la troupe d'Emílios Veákis (en) et Christóforos Nézer (en). Après des études théâtrales en France et dans d'autres pays européens, il joue au Théâtre National à l'âge d'or de Fótos Polítis (en), forme sa propre compagnie après la guerre et participe à des représentations du théâtre populaire grec avec Mános Katrákis.
Pilier du théâtre grec moderne, il a joué dans de nombreux films du cinéma grec (Antigone, Le lac des soupirs, Phèdre). Son rôle titre est celui de Shylock, dans Le Marchand de Venise de William Shakespeare, avec lequel il mit fin — prématurément et violemment à cause de la junte — à sa carrière au Théâtre municipal du Pirée. Il a également incarné Ali Pacha dans le film Le Lac des Soupirs, aux côtés d'Irène Papas.